# Johann Samuel Petri

Handschrift Petris

Johann Samuel Petri (* 1. November 1738 in Sorau; † 12. April 1808 in Budissin) war ein deutscher Komponist, Pädagoge, Kantor und Autor.

## Leben
Der zweite Sohn des Sorauer Kantors Balthasar Abraham Petri (* 1704 in Sorau; † 1798 in Benau) und seiner Frau Johanna Dorothea, geb. Meusel, besuchte das Gymnasium in Sorau. Nachdem er sich das Klavierspiel bereits autodidaktisch angeeignet hatte, erhielt Petri ab 1753 Unterricht im Orgelspiel durch den Sorauer Organisten. 1754 verstarb sein Lehrer und Petri wurde im Alter von 16 Jahren zum Vikarius an der Pfarrkirche und Schlosskapelle und nahm die Organistenfunktion während der Vakanz bis 1755 wahr.
1755 nahm Petri ein Studium an der Universität Leipzig auf, bei dem er auf Geheiß seines Vaters sämtliche musikalische Aktivitäten unterließ. Nach seinem Wechsel an das Hallische Pädagogium fiel 1762 sein musikalisches Talent auf und er lernte Wilhelm Friedemann Bach kennen, der ihm bisher unbekannte Feinheiten der Partituren von Georg Philipp Telemann, Johann Adolph Hasse und Johann Gottlieb Graun nahebrachte.
Nach Beendigung seines Studiums wirkte er ab 1763 als Signator und Lehrer in Lauban, 1765 erhielt er die Kantorenstelle. Im Jahre 1770 erfolgte seine Berufung als Kantor, Musikdirektor und Gymnasiallehrer an das Gymnasium nach Budissin.
Am 11. Juni 1771 heiratete Petri Victoria Henriette Schmidt, eine Tochter des Sebnitzer Rektors Joseph Schmidt, die ihm zwei Söhne und vier Töchter gebar.
Im Februar 1777 ließ Petri im Bautzner Schießhaus an zwei Tagen Schulkomödien aufführen, obwohl sich das Schulkollegium und der Rektor dagegen ausgesprochen hatten. Petri verwaltete über mehrere Jahre auch die Stellen des Subrektors und des Organisten. Diese Belastung griff seine Gesundheit an und 1787 erhielt er vom Rat das Privileg zur Einfuhr von Landbier zur Verbesserung seiner „gesundheitlichen Umstände“. Im gleichen Jahr ließ er in Döhlen bei Kubschütz ein Bergwerk unter dem Namen Petrigrube auffahren, das nur von kurzer Dauer und unter Zubußen bestanden hatte.
1799–1804 war der spätere Komponist und Dichter Leopold Schefer am Gymnasium sein Schüler.
Petri verstarb 1808 an Entkräftung.
Sein älterer Bruder Christian Abraham Petri (1736–1818) war Archidiakon in Budissin, der jüngere Brüder Christoph Petri (1758–1827) Kantor und Musikdirektor in Sorau. Der Görlitzer Kantor und Musikdirektor Georg Gottfried Petri (1715–1795) ist sein Onkel.

## Werke
- Anleitung zur practischen Musik, vor neuangehende Sänger und Instrumentspieler, Lauban 1767
- Anleitung zur praktischen Musik, 2. erweiterte Auflage. Breitkopf & Härtel, Leipzig 1782; Faksimile-Nachdruck bei Katzbichler, Giebing 1969
- Anweisung zum regelmässigen und geschmackvollen Orgelspiel, Wien 1802

Petri komponierte mehrere Kantaten, Passionskantaten und Missen, die teilweise auch im Druck erschienen sind.